# Catawba (Karolina Północna)
Catawba – miasto w Stanach Zjednoczonych, w stanie Karolina Północna, w hrabstwie Catawba.